# Immotthia hypoxylon
Immotthia hypoxylon är en svampart som först beskrevs av Ellis & Everh., och fick sitt nu gällande namn av M.E. Barr 1987. Immotthia hypoxylon ingår i släktet Immotthia, ordningen Pleosporales, klassen Dothideomycetes, divisionen sporsäcksvampar och riket svampar.   Inga underarter finns listade i Catalogue of Life.